# غافين والاس
غافين والاس (22 ديسمبر 1984 - ) (بالإنجليزية: Gavin Wallace)‏ هو لاعب كريكت جامايكي.

## وصلات خارجية
- غافين والاس على موقع إي آس بي آن كريك إنفو (الإنجليزية)